# ایستگاه وونسوکت
ایستگاه وونسوکت (انگلیسی: Woonsocket station) یک ایستگاه راه‌آهن سابق واقع در میدان دپو در مرکز شهر وونساکیت، رود آیلند است. در سال ۱۸۸۲ توسط راه آهن پراویدنس و ورسستر ساخته شد تا جایگزین ایستگاه قبلی ساخته شده در سال ۱۸۴۷ شود.